# North Powder
North Powder – miasto w Stanach Zjednoczonych, w stanie Oregon, w hrabstwie Union.